# セベクヘテプ5世
セベクヘテプ5世（Sobekhotep V, 在位：紀元前1720年ごろ - 紀元前1717年ごろ）は、古代エジプト第13王朝の第24代または28代ファラオ（王） 。即位名はメルヘテプラー。

## 概要
即位名を記した座像を含む二体の像が知られている。また、後述するスカラベ印章からヌブホテプイという名前の母を持つことが知られている。セベクヘテプ4世以降に即位した同じ名の王はこれまでに3人(カーヘテプラー・セベクヘテプ、メルカウラー・セベクヘテプ、メルヘテプラー・セベクヘテプ)が判明しているが、その中でメルヘテプラーだけがトリノ王名表から欠落しており、年代が不明瞭だった 。そのため2000年代以前の研究では一部の研究者からセベクヘテプ6世と呼ばれていたが、現在では幾つかの史料を照査した結果からセベクヘテプ4世の後継者で、同じ名前を持つ5人目の王だったと考えられている。

### 年代の特定
第13王朝中期の王たちの一部は父母の名前を自分の名と一緒に刻印した印章を発行している。その内セベクヘテプの名を持つ王は3名確認されており、その内の2名は他の史料から王朝中期のセベクヘテプ3世(カーアンクフとケマイの息子)と4世(メンチュヘテプとイウヘトイブの息子)であることが特定されている。また、同じ様式の印章を発行したことが判明している他の王たち(ネフェルヘテプ1世、サハトホル)もその全員が同じ年代に集中している。
また、トリノ王名表の第七欄にはセベクヘテプ4世の後に続いて在位した9代の王たちが列挙されているが、彼らが同様式の印章を発行したという証拠は出土しておらず、一度廃れた様式が間を置いてまた復活するとも考えにくい。したがって、ヌブホテプイの息子のセベクヘテプ王も彼らより以前の年代に在位したと考えるのが最も自然な推論となる。尚、トリノ王名表はセベクヘテプ4世が記された第6欄27行目以降が欠損しているものの、パピルス全体の推定サイズを踏まえると、他の名前を加えるだけの余白は十分にある。
上記の考察を踏まえた結果、現時点ではメルヘテプラー・セベクヘテプの治世をセベクヘテプ4世の治世のすぐ後に置く説が有力となっている。